# Abercio (santo)
Abercius, conocido en la Iglesia católica como san Abercius es un mártir de la Iglesia cristiana. La historia de su martirio se ha perdido. Su fiesta es el 5 de diciembre. Se le menciona en el Menaea Graeca y en el Menologio de la Iglesia Católica Ortodoxa de Oriente.